# Emma Åberg
Emma Åberg (născută pe 8 noiembrie 1984) este o actriță suedeză, cunoscută pentru rolul său din filmul horror Frostbite.